# Кантор, Владимир Карлович
Влади́мир Ка́рлович Ка́нтор (род. 30 марта 1945, Москва, СССР) — русский философ, писатель, учёный-литературовед. Доктор философских наук (1988), ординарный профессор философского факультета Высшей школы экономики в Москве (НИУ-ВШЭ).

## Биография
Сын К. М. Кантора; старший брат М. К. Кантора. Окончил филологический факультет Московского государственного университета (1969, специальность «русский язык и литература»), затем аспирантуру Института истории искусств (1973). В 1974 году защитил кандидатскую диссертацию «Проблема общественного назначения искусства в русской эстетической мысли второй половины XIX столетия», с того же года работает в журнале «Вопросы философии», в настоящее время входит в редакционную коллегию. С 2018 г. главный редактор журнала «Философические письма. Русско-европейский диалог».
В 1988 году защитил докторскую диссертацию «Борьба идей в русской эстетике XIX века: (40-70-е годы)». С 2003 года — профессор философского факультета Национального исследовательского университета «Высшая школа экономики» (НИУ ВШЭ).
Литературная стипендия фонда Генриха Бёлля (1992). По версии известного французского журнала Le Nouvel Observateur (2005), В. К. Кантор входит в список двадцати пяти крупнейших мыслителей современного мира („25 grands penseurs du monde entier“). Дважды лауреат премии ВШЭ «Золотая Вышка» за достижения в науке (2009 и 2013). Его тексты переведены на английский, немецкий, французский, итальянский, чешский, польский, сербский, эстонский языки.

## Произведения

### Монографии
- 1978 — Русская эстетика второй половины XIX столетия и общественная борьба. Москва: Искусство
- 1983 — «Братья Карамазовы» Ф. Достоевского. Москва: Художественная литература
- 1988 — «Средь бурь гражданских и тревоги…»: Борьба идей в русской литературе 40-70-х гг. 19 в. Москва: Художественная литература
- 1994 — В поисках личности: опыт русской классики. Москва: Московский философский фонд
- 1997 — «„…Есть европейская держава“. Россия: трудный путь к цивилизации: Историософские очерки». Москва: РОССПЭН (перевод на сербский язык: Rusija je evropska zemija. Beograd, 2001)
- 1999 — Феномен русского европейца: Культурфилософские очерки. Москва: Московский общественный научный фонд
- 2001 — Русский европеец как явление культуры: Философско-исторический анализ. Москва: РОССПЭН
- 2005 — Русская классика, или Бытие России. Москва: РОССПЭН. — 768 с. Серия «Российские пропилеи».
- 2006 — Willkür oder Freiheit? Beiträge zur russischen Geschichtphilosophie. Stuttgart: ibidem-Verlag. — 334 S. Ediert von Dagmar Herrmann sowie mit einem Vorwort versehen von Leonid Luks.
- 2007 — «Между произволом и свободой. К вопросу о русской ментальности». Москва: РОССПЭН. — 272 с. Серия «Россия. В поисках себя…»
- 2008 — Санкт-Петербург: Российская империя против российского хаоса. Москва: РОССПЭН. — 543 с. Серия «Российские пропилеи».
- 2009 — Санкт-Петербург: Российская империя против российского хаоса. Москва: РОССПЭН. − 543 с. Серия «Российские пропилеи». Доп. тираж.
- 2010 — «Судить Божью тварь». Пророческий пафос Достоевского: очерки. — Москва: РОССПЭН. — 422 с. Серия «Российские пропилеи».
- 2010 — Das Westlertum und der Weg Russlands. Zur Entwicklung der russischer Literatur und Philosophie. ibidem-Verlag. Stuttgart, 2010. — 352 S.
- 2011 — «Крушение кумиров», или Одоление соблазнов (становление философского пространства в России). — Москва: РОССПЭН. — 606 с. Серия «Российские пропилеи».
- 2013 — Любовь к двойнику. Миф и реальность русской культуры. — Москва: Научно-политическая книга. — 654 с. Серия «Актуальная культурология».
- 2013 — Фёдор Степун. Письма. Составление, археографическая работа, комментарии, вступительные статьи к тому и всем разделам В.К Кантора. (Серия «Российские Пропилеи») — М.: РОССПЭН, 2013. — 683 c.
- 2014 — Русская классика, или Бытие России. 2-е издание, переработанное. М.; СПб.: Центр гуманитарных инициатив: Университетская книга — 600 с. (Серия «Российская пропилеи»).
- 2015 — DOSTOEVSKIJ, NIETZSCHE E LA CRISI DEL CRISTIANISMO IN EUROPA // per la tradizione Emilia Magnanini. Venezia-Mestre: ''Amos Edizioni''. 2015. 68 p
- 2016 — «Срубленное древо жизни». Судьба Николая Чернышевского. М.; СПб.: Центр гуманитарных инициатив. — 528 с. (Серия «Российские Пропилеи») — вошла в длинный список литературной премии имени Александра Пятигорского[6]
- 2017 — Изображая, понимать, или Sentencia sensa: философия в литературном тексте. М.; СПб.: ЦГИ Принт — 832 c. (Серия «Российские Пропилеи»)
- 2019 — Демифологизация русской культуры. Философические эссе. М.;СПб.: Центр гуманитарных инициатив — 400 с. (Серия «Российские пропилеи»)
- 2020 — Русская мысль, или «Самостоянье человека». Философические эссе. М.; СПб.: Центр гуманитарных инициатив. — 416 с. (Серия «Российские Пропилеи»)
- 2021 — Две родины Достоевского: попытка осмысления. М.- СПб., Центр гуманитарных инициатив, — 608 с. (Серия «Российские Пропилеи»)
- 2021 — Русская литература, или Слово против Хаоса — классика и современность. — М.; СПб.: Центр гуманитарных инициатив, — 464 с. (Серия «Российские Пропилеи»)

### Проза
- 1985 — «Два дома: Повести». Москва: Советский писатель
- 1990 — «Крокодил» (роман; первая публикация: «Нева», 1990, № 4; отдельное издание: Москва: Московский философский фонд, 2002. ISBN 5-85133-021-X)
- 1990 — «Историческая справка: Повести и рассказы». Москва: Советский писатель. — 432 c. ISBN 5-265-01119-6
- 1991 — «Победитель крыс: Роман-сказка». Москва: Изд-во им. Сабашниковых. — 272 c. ISBN 5-8242-0001-7, ISBN 5-85974-073-0 (ошибоч.)
- 1996 — «Крепость». Роман (журнальный вариант: «Октябрь», 1996, № 6-7; сокращённый вариант — 2004, Москва: РОССПЭН) — 496 с.
- 1998 — «Чур: Роман-сказка». Москва: Московский философский фонд. — 176 c. ISBN 5-85133-050-3
- — «Соседи: Повесть» («Октябрь», № 10)
- 2000 — «Два дома и окрестности: Повесть и рассказы». Москва: Московский Философский Фонд. — 176 с. ISBN 5-85133-018-X
- 2003 — «Записки из полумёртвого дома: Повести, рассказы, радиопьеса». Москва: Прогресс-Традиция. — 284 с. ISBN 5-89826-193-1
- 2007 — «Гид: Немного сказочная повесть» («Звезда», № 6)
- 2008 — «Соседи. Арабески». Москва: Время. ISBN 978-5-9691-0276-7
- 2008 — Смерть пенсионера («Звезда», № 10)
- 2010 — Смерть пенсионера: Повесть. Роман. Рассказ (недоступная ссылка)  (недоступная ссылка с 21-05-2013 [4447 дней]). — М.: Летний сад. — 512 с. ISBN 978-5-98856-104-0
- 2011 — Сто долларов. Маленькая повесть. «Звезда», № 4
- 2012 — Наливное яблоко. Повествования. М.: Летний сад. — 430 с. ISBN 978-5-98856-137-8
- 2012 — Zwei Erzählungen Tod eines Pensionärs. Njanja. Два рассказа. Смерть пенсионера. Няня. — Dresden.: DRKI. — 164 с.
- 2013 — Morte di un pensionato. 2013 © Amos Ediziooni,. via san Damiao 11. Venezia-Mestre, per la tradizione © Emilia Magnanini. 158 p.
- 2013 — Помрачение. Роман. М.: Летний сад, 2013. — 272 с.
- 2014 — EXISTUJE BYTOST ODPORNĔŠI NEŽ ĆLOVĔK?(Tři novely). Pŕeložila i posleslovije Alena Moravkova.Praga,Rybka Publisher/ — 157 s. Obložka: Vincent van Gogh, Starik.
- 2015 — Посреди времён, или Карта моей памяти. Литературно-философские опыты (жизнь в разных срезах). М.-СПб.: Центр гуманитарных инициатив. Университетская книга — 432 с. Серия «Письмена времени»
- 2015 — Крепость. Роман. Полное, восстановленное издание. М.: Летний сад. — 592 с.
- 2015 — Владимир Кантор, Владимир Кормер. Посланный в мир (Н. Г. Чернышевский). Киносценарий. Саратов Волга - XXI век. № 3-4. С. 135—164.
- 2017 — Нежить, или Выживание на краю подземного мира. Странная повесть, фантазия в духе Босха. Нева. № 8. С. 7-79.
- 2018 — На краю небытия. Философические повести и эссе. М.; СПб.: ЦГУ Принт. — 352 с.
- 2020 — Шум времени, или Быль и небыль. Философическая проза и эссе. М.; СПб.: ЦГУ Принт. — 548 с.

## Публикации
- Гамлет как «христианский воин» // Вопросы философии. 2008. № 5. С. 32-46.